# 颜之仪
顏之儀（523年—591年），字子升，琅邪郡临沂县（今属山东省）人。
侍中颜含第九代孙。祖父颜见远，任齐国治书侍御史。顏協之子。颜之推之兄。自幼聪慧，三岁能读《孝经》。博涉群书，尝献《神州颂》于梁元帝。江陵平定後，之仪随例迁长安，为北周麟趾学士、司书上士。580年北周宣帝逝世，杨坚等人秘不发丧和假传圣旨的主张最初被颜之仪反对，但刘昉自知不能使颜之仪屈服，就代他签字，各诸卫在接到假诏书的情况下，军权就完全被杨坚控制。其后，杨坚又向颜之仪索取皇帝符节玉玺，但遭拒绝：“此天子之物，自有主者。宰相何故索之”，遂大怒，想斩了颜之仪，但顾虑到颜之仪在民间声望很高，便把他贬到西边当郡守。隋朝开皇中，拜集州刺史。開皇十一年卒。
子颜昶，历任某地（墓志铭阙字）及德阳县二县令、轻车都尉。颜昶子颜万石，为唐朝桂州始安县丞、云骑尉。

## 延伸阅读
[在维基数据编辑]
 《周書/卷40》，出自令狐德棻《周書》
 在维基共享资源阅览影像